# Simning vid världsmästerskapen i simsport 2022 – Herrarnas 400 meter frisim
Herrarnas 400 meter frisim vid världsmästerskapen i simsport 2022 avgjordes den 18 juni 2022 i Donau Arena i Budapest i Ungern.
Australiska Elijah Winnington tog guld efter ett lopp på tiden 3.41,22, vilket var den femte snabbaste tiden på 400 meter frisim genom tiderna. Silvret togs av 20-åriga tysken Lukas Märtens som tog sin första medalj i sin VM-debut. Bronset togs av brasilianaren Guilherme Costa på tiden 3.43,31, vilket blev ett nytt sydamerikanskt rekord. Han blev även den första simmaren från Brasilien att ta en medalj på 400 meter frisim.

## Rekord
Inför tävlingens start fanns följande världs- och mästerskapsrekord:
|                   | Namn            | Nation   | Tid     | Ort          | Datum        |
| ----------------- | --------------- | -------- | ------- | ------------ | ------------ |
| Världsrekord      | Paul Biedermann | Tyskland | 3.40,07 | Rom, Italien | 26 juli 2009 |
| Mästerskapsrekord | Paul Biedermann | Tyskland | 3.40,07 | Rom, Italien | 26 juli 2009 |

## Resultat

### Försöksheat
Försöksheaten startade klockan 09:16.
| Placering | Heat | Bana | Namn                | Nationalitet        | Tid     | Noteringar |
| --------- | ---- | ---- | ------------------- | ------------------- | ------- | ---------- |
| 1         | 4    | 5    | Felix Auböck        | Österrike           | 3.43,83 | 0Q0        |
| 2         | 4    | 4    | Elijah Winnington   | Australien          | 3.44,42 | 0Q0        |
| 3         | 4    | 2    | Guilherme Costa     | Brasilien           | 3.44,52 | 0Q0, 0AR0  |
| 4         | 5    | 4    | Lukas Märtens       | Tyskland            | 3.45,04 | 0Q0        |
| 5         | 4    | 3    | Kieran Smith        | USA                 | 3.45,70 | 0Q0        |
| 6         | 3    | 4    | Kim Woo-min         | Sydkorea            | 3.45,87 | 0Q0        |
| 7         | 4    | 1    | Trey Freeman        | USA                 | 3.46,12 | 0Q0        |
| 8         | 5    | 6    | Marco De Tullio     | Italien             | 3.46,47 | 0Q0        |
| 9         | 5    | 3    | Mack Horton         | Australien          | 3.46,57 |            |
| 10        | 5    | 2    | Antonio Djakovic    | Schweiz             | 3.46,90 |            |
| 11        | 5    | 5    | Henning Mühlleitner | Tyskland            | 3.47,17 |            |
| 12        | 5    | 7    | Lorenzo Galossi     | Italien             | 3.47,19 |            |
| 13        | 5    | 8    | Marwan Elkamash     | Egypten             | 3.47,21 |            |
| 14        | 4    | 7    | Daniel Jervis       | Storbritannien      | 3.48,66 |            |
| 15        | 3    | 2    | Khiew Hoe Yean      | Malaysia            | 3.48,72 | 0NR0       |
| 16        | 3    | 9    | Bar Soloveychik     | Israel              | 3.49,87 |            |
| 17        | 3    | 5    | Dimitrios Markos    | Grekland            | 3.49,93 |            |
| 18        | 4    | 6    | Danas Rapšys        | Litauen             | 3.50,03 |            |
| 19        | 5    | 1    | Henrik Christiansen | Norge               | 3.50,18 |            |
| 20        | 5    | 0    | Kregor Zirk         | Estland             | 3.50,62 |            |
| 21        | 3    | 6    | Jeremy Bagshaw      | Kanada              | 3.50,77 |            |
| 22        | 3    | 8    | Juan Manuel Morales | Colombia            | 3.51,50 |            |
| 23        | 4    | 8    | Ji Xinjie           | Kina                | 3.51,84 |            |
| 24        | 4    | 9    | Mychajlo Romantjuk  | Ukraina             | 3.52,92 |            |
| 25        | 5    | 9    | Zhang Ziyang        | Kina                | 3.53,55 |            |
| 26        | 4    | 0    | Nguyễn Huy Hoàng    | Vietnam             | 3.54,05 |            |
| 27        | 2    | 5    | Glen Lim Jun Wei    | Singapore           | 3.54,63 |            |
| 28        | 2    | 1    | Pavel Alovatki      | Moldavien           | 3.55,64 |            |
| 29        | 3    | 0    | Yordan Yanchev      | Bulgarien           | 3.56,52 |            |
| 30        | 3    | 1    | José Paulo Lopes    | Portugal            | 3.56,59 |            |
| 31        | 2    | 2    | Tonnam Kanteemool   | Thailand            | 3.56,96 |            |
| 32        | 3    | 7    | Cheuk Ming Ho       | Hongkong            | 3.58,38 |            |
| 33        | 2    | 3    | Kushagra Rawat      | Indien              | 3.59,69 |            |
| 34        | 2    | 4    | Wesley Roberts      | Cooköarna           | 4.00,67 |            |
| 35        | 2    | 6    | Irakli Revishvili   | Georgien            | 4.02,01 |            |
| 36        | 2    | 7    | Adib Khalil         | Libanon             | 4.02,64 |            |
| 37        | 2    | 8    | Noah Mascoll-Gomes  | Antigua och Barbuda | 4.02,93 |            |
| 38        | 2    | 0    | Loris Bianchi       | San Marino          | 4.04,57 |            |
| 39        | 2    | 9    | Ramazan Omarov      | Kirgizistan         | 4.16,22 |            |
| 40        | 1    | 3    | Muhammad Siddiqui   | Pakistan            | 4.18,03 |            |
| 41        | 1    | 4    | Haziq Samil         | Brunei              | 4.23,59 |            |
| 42        | 1    | 5    | Charles Bennici     | Kambodja            | 4.26,82 |            |
| —         | 3    | 3    | Matthew Sates       | Sydafrika           | DNS     | DNS        |

### Final
Finalen startade klockan 18:02.
| Placering | Bana | Namn              | Nationalitet | Tid     | Noteringar |
| --------- | ---- | ----------------- | ------------ | ------- | ---------- |
| 1         | 5    | Elijah Winnington | Australien   | 3.41,22 |            |
| 2         | 6    | Lukas Märtens     | Tyskland     | 3.42,85 |            |
| 3         | 3    | Guilherme Costa   | Brasilien    | 3.43,31 | 0AR0       |
| 4         | 4    | Felix Auböck      | Österrike    | 3.43,58 |            |
| 5         | 8    | Marco De Tullio   | Italien      | 3.44,14 |            |
| 6         | 7    | Kim Woo-min       | Sydkorea     | 3.45,64 |            |
| 7         | 2    | Kieran Smith      | USA          | 3.46,43 |            |
| 8         | 1    | Trey Freeman      | USA          | 3.46,53 |            |